# Onthophagus minutus
Onthophagus minutus é uma espécie de inseto do género Onthophagus, família Scarabaeidae, ordem Coleoptera.

## História
Foi descrita cientificamente por Hausmann em 1807.